# Gladys Hanson
Gladys Hanson (nacida como Gladys Hanson Snook; 5 de septiembre de 1884-23 de febrero de 1973) fue una actriz de teatro y de cine mudo.

## Primeros años
Hanson nació como Gladys Hanson Snook, siendo la hija menor de Mr. y Mrs. Peyton Harrison Snook.

## Carrera
Hanson comenzó su carrera en los escenarios de Broadway interpretando a la Duquesa en The Spoiler en 1907 con la Charles Frohman Company. En el teatro actuó en las producciones teatrales Our American Cousin (1908) con Edward Hugh Sothern, The Builder of Bridge (1909) con la posterior estrella de cine Eugene O'Brien y The Governor's Lady (1912) con Emma Dunn y el futuro protagonista de cine Milton Sills.

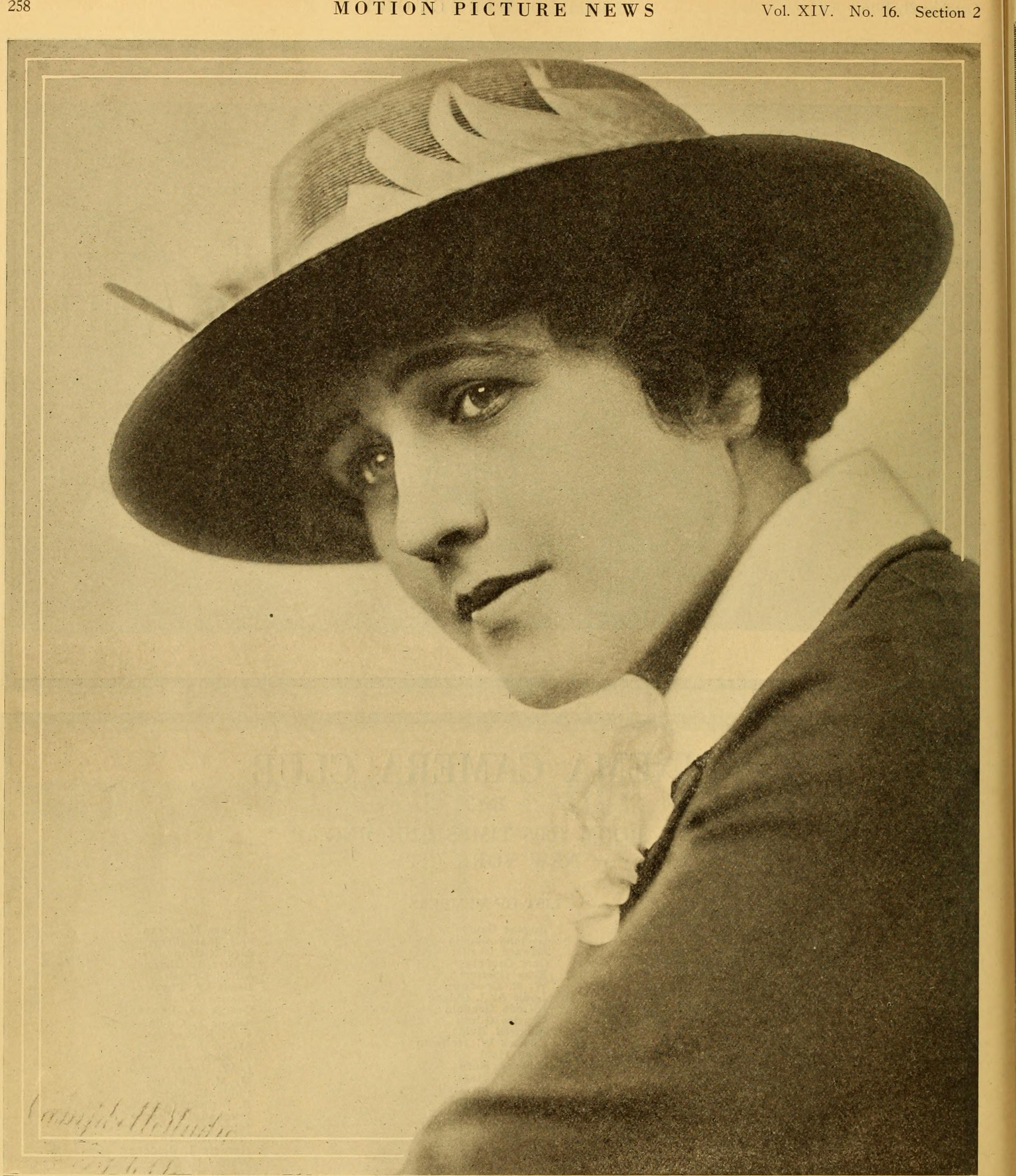
Hanson en 1916

En 1914 empezó a trabajar en el cine para Famous Players y más tarde trabajó para Universal y Essanay. Su última aparición en el cine fue en Walls Tell Tales en 1928.[cita requerida]
Protagonizó The Straight Road (Famous Players), The Evangelist y The Climbers (Lubin), The Primrose Path (Universal), y The Havoc (Essanay).

## Vida personal y muerte
El 12 de abril de 1916, en Atlanta, Hanson se casó con Charles Emerson Cook quien la representó en Charles Emerson Cook Inc. pero más tarde se divorciaron. Tuvieron una hija, Gladys-Irene Cook.
Hanson murió el 23 de febrero de 1973, a los 89 años.

## Filmografía
| Año  | Título                     | Papel              | Notas          |
| ---- | -------------------------- | ------------------ | -------------- |
| 1914 | The Straight Road          | Mary 'Moll' O'Hara |                |
| 1915 | The Climbers               | Blanche Sterling   |                |
| 1915 | The Primrose Path          |                    |                |
| 1916 | The Evangelist             | Christabel Nuneham |                |
| 1916 | The Havoc                  |                    |                |
| 1917 | National Red Cross Pageant | Liberty            | Episodio final |
| 1928 | Walls Tell Tales           |                    | Cortometraje   |